# ジョージ・リーダー
ジョージ・リーダー（George Reader, 1896年11月22日 - 1978年7月13日）は、イングランド出身の元サッカー審判員である。

## 概要
1921年から1930年までフットボールリーグの選手として活躍したものの、出場機会には恵まれず引退。引退後は審判員の道を目指した。1944年にFIFAのライセンスを取得し1950年までFIFA国際審判員として活動していた。副業は教師。1950年当時、既にフットボールリーグの審判員を引退していたものの、FIFAの要請があり1950 FIFAワールドカップで審判を務め、事実上の優勝決定戦であった決勝リーグのウルグアイ代表対ブラジル代表戦で主審を務めた。(詳細はマラカナンの悲劇を参照。)

## 担当した主な国際大会

### 1950 FIFAワールドカップ
1950 FIFAワールドカップでは3試合で審判を担当した。
- 1次リーググループ1: ブラジル代表対メキシコ代表
- 1次リーググループ4: ウルグアイ代表対ボリビア代表
- 決勝リーグ: ウルグアイ代表対ブラジル代表